# Громека, Михаил Степанович
Михаи́л Степа́нович Громе́ка (3 (15) сентября 1852, Бердичев Киевской губернии — 22 декабря 1883 (3 января 1884, Санкт-Петербург) — русский литературный критик; сын публициста С. С. Громеки, брат математика И. С. Громеки.

## Биография
Окончил Седлецкую гимназию (1871) и историко-филологический факультет Императорского Московского университета (1875). С 1876 преподавал русскую словесность в варшавских гимназиях, затем в гимназии в Калише (с 1881). Испытывал влияние педагогических идей и этического учения Л. Н. Толстого, с которым встречался и переписывался.
Главная литературно-критическая работа «Последние произведения гр. Л. Н. Толстого: Анна Каренина» опубликована в журнале «Русская мысль» в 1883—1884, затем вышла отдельным изданием и неоднократно переиздавалась.
Из-за душевной болезни вышел в отставку. Покончил с собой в лечебнице.